# Šumadija (région)
Pour les articles homonymes, voir Šumadija.

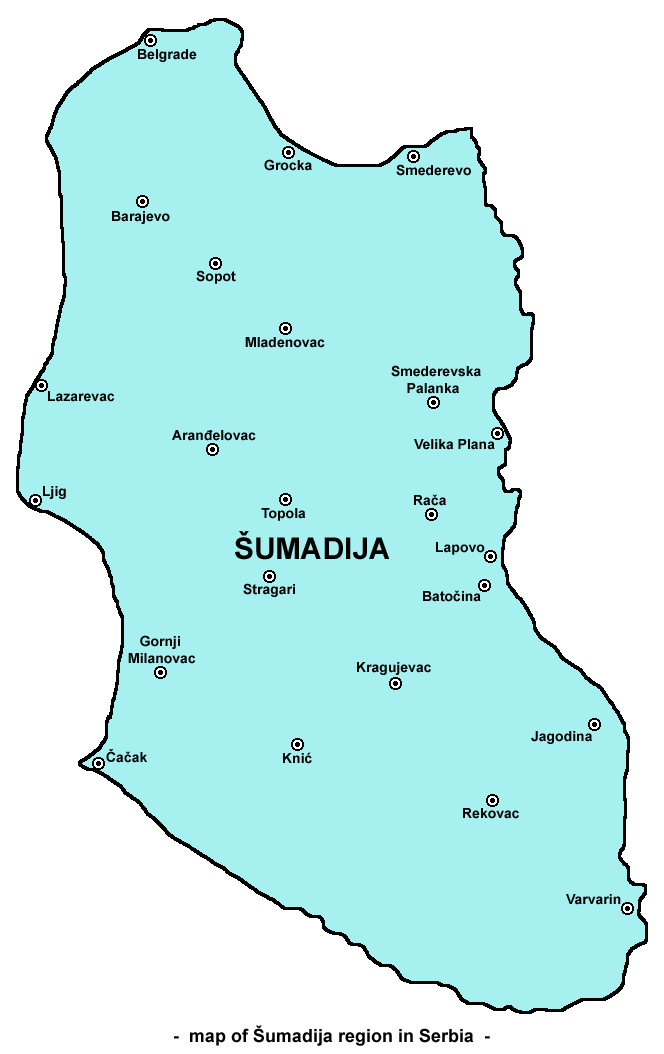
Šumadija, région géographique.

Carte du district de Šumadija.

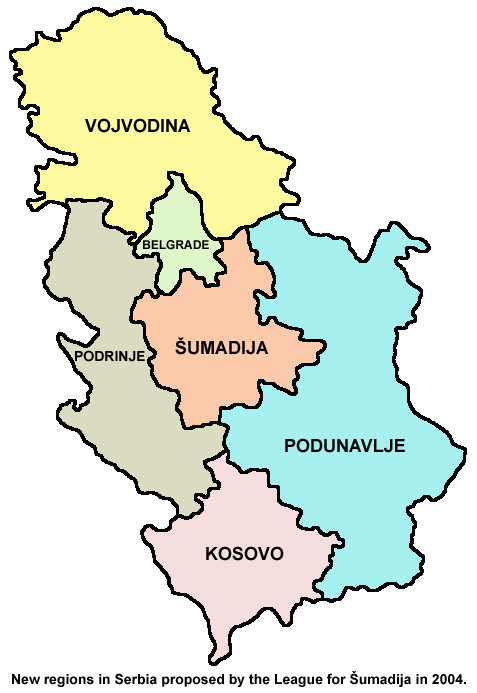
La région de Šumadija (projet).

La Šumadija (en serbe cyrillique Шумадија), parfois appelée en français Choumadie, est une région géographique de Serbie.
La région de Šumadija était autrefois couverte de forêts denses ; son nom provient du mot serbe šuma, qui désigne « la forêt ». La ville de Kragujevac est la capitale historique de la région, ainsi que le centre administratif du district de Šumadija (en serbe : Šumadijski okrug) en Serbie centrale.

## Histoire
Au XIXe siècle, les forêts de la Sumadija servaient de refuge aux hajduks qui se battaient contre les Turcs. Le premier soulèvement serbe contre les Ottomans commença en 1804, sous la conduite de Karageorges. Un second soulèvement eut lieu en 1815, sous la conduite de Miloš Obrenović. Les forces turques furent finalement repoussées et, en 1830, la Serbie devint autonome au sein de l'Empire ottoman ; elle devint indépendante en 1878, après plusieurs siècles de présence turque.
Entre 1922 et 1929, une des unités administratives du royaume des Serbes, Croates et Slovènes portait le nom de Šumadijska Oblast ; elle englobait le territoire de l'actuel district de Šumadija et avait comme chef-lieu Kragujevac, qui est également le centre administratif de l'actuel district.

## Villes
Les villes les plus importantes de la Šumadija, on peut citer :
- Aranđelovac
- Čačak
- Gornji Milanovac
- Jagodina
- Kragujevac
- Kraljevo
- Smederevo
- Smederevska Palanka

La région compte encore d'autres villes : Velika Plana, Topola, Lapovo, Mladenovac, Lazarevac, Ljig, Belanovica et Rača.

## Politique
Certains partis politiques serbes, et notamment le Parti démocratique de Serbie et la Coalition de la Šumadija, proposent la création de nouvelles unités administratives en Serbie, remplaçant les actuelles provinces autonomes par rapport à la Serbie dite centrale. Selon cette proposition, la Serbie serait divisée en six régions :
- Voïvodine (capitale : Novi Sad)
- Kosovo (capitale : Priština)
- Šumadija (capitale : Kragujevac)
- Podunavlje (capitale : Niš)
- Podrinje (capitale : Užice)
- Belgrade (ville région).